# Romanzi di Dragonlance
Elenco dei romanzi ambientati nel mondo fantasy di Dragonlance.

## Adventures in Krynn
- Dixie Lee McKeone (novembre 1997), Tales of Uncle Trapspringer. TSR. ISBN 0-7869-0775-4.

## Antologie
I racconti brevi ambientati in Dragonlance sono divisi principalmente nelle due serie Tales e Dragons Anthologies, ma con nelle pubblicazioni più recenti questa distinzione è diventata confusa. Di seguito sono elencate le collezioni di racconti brevi in ordine di data di pubblicazione.

### Tales I
- Margaret Weis e Tracy Hickman (a cura di) (marzo 1987), The Magic of Krynn. ISBN 0-88038-454-9. Contiene i seguenti racconti:
  - Michael Williams. Riverwind and the Crystal Staff. Un poema che narra la ricerca del bastone di cristallo azzurro di Riverwind.
  - Barbara Siegel and Scott Siegel The Blood Sea Monster. Duder, un elfo che vive in un piccolo villaggio di pescatori sulle rive del mare di sangue di Istar incontra un vecchio pescatore umano, Six-Finger Fiske, che lo recluta per catturare il leggendario Blood Sea Monster.
  - Roger E. Moore. A Stone's Throw Away. Un'avventura di Tasslehoff Burrfoot in seguito al ritrovamento di un anello di teletrasporto.
  - Warren B. Smith. Dreams of Darkness, Dreams of Light.
  - Nick O'Donohoe. Love and Ale.
  - Richard A. Knaak. Wayward Children. Un gruppo di soldati draconiani che si imbatte in un villaggio abitato da antichi elfi.
  - Margaret Weis. The Test of the Twins.
  - Nancy Varian Berberick Harvests.
  - Mary Kirchoff Finding the Faith.
  - Margaret Weis e Tracy Hickman. The Legacy.
- Margaret Weis e Tracy Hickman (a cura di) (agosto 1987), Kender, Gully Dwarves, and Gnomes. TSR. ISBN 0-88038-382-8. Contiene i seguenti racconti:
  - Nancy Varian Berberick. Snowsong.
  - Morris SimonThe Wizard's Spectacles.
  - Barbara Siegel e Scott Siegel. The Storyteller.
  - Danny Peary. A Shaggy Dog's Tail.
  - Harold Bakst. Lord Toede's Disastrous Hunt.
  - Richard A. Knaak. Definitions of Honor
  - Nancy Varian Berberick. Hearth Cat and Winter Wren.
  - Margaret Weis e Tracy Hickman Wanna Bet?
  - Michael Williams. Into the Heart of the Story.
- Margaret Weis e Tracy Hickman (a cura di) (novembre 1987), Love and War. TSR. ISBN 0-88038-519-7. Contiene i seguenti racconti:
  - Harold Bakst. A Good Knight's Tale. Un cavaliere di Solamnia racconta la storia Aron, un padre egoista e troppo protettivo di sua figlia Peta, che ha come conclusione un cuore spezzato.
  - Barbara Siegel e Scott Siegel. A Painter's Vision.
  - Nick O'Donohoe. Hunting Destiny.
  - Nancy Varian Berberick. Hide and Go Seek.
  - Richard A. Knaak. By the Measure
  - Paul B. Thompson e Tonya C. Cook. The Exiles.
  - Laura Hickman e Kate Novak. Heart of Goldmoon.
  - Margaret Weis e Dezra Despain. Raistlin's Daughter.
  - Kevin Randle. Silver and Steel.
  - Michael Williams. From the Yearning for War and the War's Ending.

### Tales II
In alcune versioni vengono accorpati a Tales I, poiché sono state originariamente pubblicate come trilogie separate, ma successivamente ripubblicate come una serie di sei libri.
- Margaret Weis e Tracy Hickman (a cura di) (aprile 1992), The Reign of Istar. TSR. ISBN 1-56076-326-4.
  - Michael Williams. Six songs for the Temple of Istar
  - Richard A. Knaak. Colors of belief
  - Nick O'Donohoe. Kender stew
  - Roger E. Moore. The goblin's wish
  - Douglas Niles. The three lives of Horgan Oxthrall
  - Nancy Varian Berberick. Filling the empty places
  - Dan Parkinson. Off day
  - Margaret Weis and Tracy Hickman. The silken threads
- Margaret Weis e Tracy Hickman (a cura di) (luglio 1992), The Cataclysm. TSR. ISBN 1-56076-430-9.
  - Michael Williams. The word and the silence
  - Michael e Teri Williams. Mark of the flame, mark of the word
  - Mark Anthony. The bargain driver
  - Todd Fahnestock. Seekers
  - Nick O'Donohoe. No gods, no heroes
  - Richard A. Knaak. Into shadow, into light
  - Dan Parkinson. Ogre unaware
  - Roger E. Moore. The cobbler's son
  - Paul B. Thompson and Tonya R. Carter. The voyage of the sunchaser
  - Douglas Niles. The high priest of Halcyon
  - Margaret Weis and Tracy Hickman. True knight
- Margaret Weis e Tracy Hickman (a cura di) (novembre 1992), The War of the Lance . TSR. ISBN 1-56076-431-7.
  - Michael Williams. Lorac
  - Margaret Weis and Tracy Hickman. Raistlin and the knight of Solamnia
  - Roger E. Moore. Dead on target
  - Nick O'Donohoe. War machines
  - Dan Parkinson. The promised place
  - Jeff Grubb. Clockwork hero
  - Nancy Varian Berberick. The night wolf
  - Mark Anthony. The potion sellers
  - Richard Knaak. The hand that feeds
  - Douglas Niles. The Vingaard campaign
  - Margaret Weis and Tracy Hickman. The story that Tasslehoff promised he would never, ever, ever tell

### Dragons Anthologies
- Margaret Weis e Tracy Hickman (a cura di) (marzo 1994), The Dragons of Krynn. TSR. ISBN 1-56076-830-4. Contiene le seguenti storie brevi:
  - Michael Williams. Seven Hymns of the Dragon.
  - Michael and Teri Williams. The Final Touch.
  - Nancy Varian Berberick. Night of Falling Stars.
  - Mickey Zucker Reichert. Honor Is All.
  - Douglas Niles. Easy Pickings.
  - Roger E. Moore. A Dragon to the Core.
  - Nick O'Donohoe. Dragon Breath.
  - Jeff Grubb. Fool's Gold.
  - Janet Pack. Scourge of the Wicked Kendragon.
  - Amy Stout. And Baby Makes Three.
  - Don Perrin. The First Dragonarmy Bridging Company.
  - Dan Harnden. The Middle of Nowhere.
  - Richard A. Knaak. Kaz and the Dragon's Children.
  - Linda P. Baker. Into the Light.
  - Margaret Weis]The Best.
  - Kevin Stein. The Hunt.
- Margaret Weis e Tracy Hickman (a cura di) (maggio 1996), The Dragons at War. TSR. ISBN 0-7869-0491-7.
  - Michael Williams. Dream of the Namer
  - Mark Anthony. People of the Dragon
  - Adam Lesh. Quarry
  - Chris Pierson. Glory descending
  - Linda P. Baker. Lull in the battle
  - Janet Pack. Proper tribute
  - Kevin T. Stein. Blind
  - Teri McLaren. Nature of the beast
  - J. Robert King. Even Dragon blood
  - Jeff Grubb. Boom
  - Nick O'Donohoe. Storytellers
  - Donn Perrin and Margaret Weis. First Dragonarmy engineer's secret weapon
  - Roger E. Moore. Through the door at the top of the sky
  - Douglas Niles. Aurora's eggs
- Margaret Weis e Tracy Hickman (a cura di) (gennaio 1998), The Dragons of Chaos. TSR. ISBN 0-7869-0681-2.
  - Sue Weinlein Cook. Eyes of Chaos
  - Mark Anthony. The noble folly
  - Linda P. Baker. Lessons of the land
  - Richard A. Knaak. The son of Huma
  - Kevin T. Stein. Personal
  - Adam Lesh. The dragon's eye
  - Teri McLaren. Dragonfear
  - Jean Rabe. Tavern tales
  - Janet Pack. The dragon's well
  - Nick O'Donahoe. The magnificent two
  - Roger E. Moore. There is another shore, you know, upon the other side
  - Chris Pierson. The first gully dwarf resistance
  - Jeff Grubb. The star-shard
  - Margaret Weis e Don Perrin. Master tall and master small
  - Douglas Niles. Icewall

### Tales of the Fifth Age
- Margaret Weis e Tracy Hickman (a cura di) (aprile 1998), Relics and Omens. ISBN 0-7869-1169-7.
  - Douglas Niles. Icefall
  - Nancy Varian Berberick. Legacy
  - Richard Knaak. Sword of tears
  - Robyn McGrew. Cost
  - Janet Pack. Most peculiar artifact
  - Kevin T. Stein. Voices
  - Nick O'Donohoe. Notorious Booke of Starres
  - Jean Rabe. Scavengers
  - William W. Connors and Sue Weinlein Cook. Homecoming
  - Jeff Crook. Restoration
  - Jeff Grubb. Relics
  - Paul B. Thompson. Summoners
  - Roger E. Moore. Island of night
  - Margaret Weis and Don Perrin. Demons of the mind
- Margaret Weis e Tracy Hickman (a cura di) (luglio 1999), Heroes and Fools. Wizards of the Coast. ISBN 0-7869-1346-0.
  - Janet Pack. Boojum, Boojum
  - Miranda Horner. Tree of life
  - Giles Custer and Todd Fahnestock. Songsayer
  - Jeff Grubb. Gnomebody
  - Nancy Varian Berberick. The road home
  - Paul B. Thompson. Nobless oblige
  - Kevin James Kage. Much ado about magic
  - Nick O'Donohoe. A pinch of this, a dash of that
  - Linda P. Baker. The perfect plan
  - Richard A. Knaak. The thief in the mirror
  - Jean Rabe. Reorx steps out
  - Douglas Niles. The bridges
  - Roger E. Moore. Gone
  - Margaret Weis e Don Perrin. To convince the righteous of the right
- Margaret Weis e Tracy Hickman (a cura di) (aprile 2000), Rebels and Tyrants. Wizards of the Coast. ISBN 0-7869-1676-1.
  - Scott M. Buraczewski. Est sularas oth mithas
  - Paul B. Thompson. Freedom's pride
  - Don Perrin. Sargas's night of revenge
  - Linda P. Baker. Sharing the luck
  - Kevin T. Stein. War chest
  - Jeff Crook. Flight of fancy
  - Kevin Kage. Deep, deep, dark, dark place
  - Jean Rabe. Catch of the day
  - Nancy Varian Berberick. Lost causes
  - John Grubber. Blood ties
  - Chris Pierson. Shard's memory
  - Richard A. Knaak. Tactics
  - Margaret Weis. Raid on the Academy of Sorcery

### Tales/Dragons from the War of Souls/World of Krynn
Queste tre antologie riguardano ognuna un'epoca diversa.
- Margaret Weis e Tracy Hickman (a cura di) (ottobre 2001), The Search for Magic: Tales from the War of Souls. Wizards of the Coast. ISBN 0-7869-1899-3.
  - Brian Murphy. All for a pint
  - Nancy Varian Berberick. The end
  - Linda P. Baker. The lost sea
  - Nick O'Donohoe. Some assembly required
  - Paul B. Thompson. Go with the floe
  - Jeff Crook. The great gully dwarf climacteric of 40 S.C.
  - Kevin T. Stein. Bond
  - Jean Rabe. A twist of the knife
  - Richard A. Knaak. Hunger
  - Don Perrin. Product given for services rendered
  - Donald Bingle. Dragon's throat
- Margaret Weis e Tracy Hickman (a cura di) (febbraio 2003), The Players of Gilean: Tales from the World of Krynn. ISBN 0-7869-2920-0. Contiene racconti brevi di Douglas Niles, Fergus Ryan, Paul B. Thompson, Donald J. Bingle, Richard A. Knaak, Aaron Eisenberg & Jean Rabe
- Margaret Weis e Tracy Hickman (a cura di) (maggio 2004), The Search for Power: Dragons from the War of Souls. ISBN 0-7869-3193-0. Racconti brevi di Mark Sehestedt, Richard A. Knaak, Nancy Varian Berberick, John Helfers, Jamie Chambers, Dan Willis, Douglas W. Clark, Jean Rabe, Jeff Grubb, Lucien Soulban, Miranda Horner, Kevin T. Stein, Paul B. Thompson e Douglas Niles

### Ulteriori Dragons Anthologies
- (giugno 2006), Dragons: Worlds Afire. Wizards of the Coast. ISBN 0-7869-4166-9. Contiene i seguenti racconti:
  - R. A. Salvatore. If ever they happened upon my lair. Ambientato nei Forgotten Realms
  - Margaret Weis & Tracy Hickman. Here be dragons. Ambientato in Dragonlance
  - Keith Baker. Principles of fire. Ambientato in Eberron
  - Scott McGough. Unnatural predator. Ambientato in Magic: The Gathering
- Margaret Weis e Tracy Hickman (a cura di) (aprile 2007), Dragons of Time. Wizards of the Coast. ISBN 0-7869-4295-9. Contiene storie brevi di:
  - Lizz Weis. Homecoming
  - Cam Banks. Chain of fools
  - Paul B. Thompson. Jaws of defeat
  - Jean Rabe. Unforgotten
  - Douglas W. Clark. I read it in The flying dragon
  - Rachel Gobar. Aurora's heart
  - Jake Bell. The dragon's claw
  - Kevin T. Stein. Bloodrage
  - Richard A. Knaak. The vow
  - Lucien Soulban. Song of the mother
  - Mary H. Herbert. The eight
  - Miranda Horner e Margaret Weis. No strings attached

### Best of Anthologies
- Margaret Weis e Tracy Hickman (a cura di) (febbraio 2000), The Best of Tales, Volume One . ISBN 0-7869-1567-6. Contiene materiale dalle serie di antologie, Tales I, più una storia inedita di Margaret Weis & Aron Eisenberg.
- Margaret Weis e Tracy Hickman (a cura di) (gennaio 2002), The Best of Tales, Volume Two. Wizards of the Coast. ISBN 0-7869-2700-3. Contiene materiale dalla seconda serie di antologie, Tales II e una nuova avventura di Tracy Hickman
- Dragons in the Archives: The Best of Weis and Hickman Anthology (novembre 2004). ISBN 0-7869-3669-X. Eccetto che per storie brevi di Margaret Weis e Tracy Hickman già pubblicate nelle antologie Tales e Dragons, il libro contiene anche brevi flashback di jeff Grubb, Douglas Niles, Michael Williams, Jean Blashfield Black e Jamie Chambers, dedicati alla nascita dell'ambientazione.

## Anvil of Time
- Cam Banks (aprile 2008), The Sellsword. ISBN 0-7869-4722-5.
- Dan Willis (novembre 2008), The Survivors. ISBN 0-7869-4723-3.
- Lucien Soulban (marzo 2009), Renegade Wizards. ISBN 0-7869-5065-X.
- Paul B. Thompson (giugno 2009), The Forest King. ISBN 0-7869-5123-0.

## Age of Mortals
- Jeff Crook (dicembre 2001), Conundrum. ISBN 0-7869-1949-3.
- Nancy Varian Berberick (agosto 2002), The Lioness. ISBN 0-7869-2752-6. Nota il personaggio di Lioness compare anche nella storia breve Freedom's Pride in Rebels and Tyrants
- Jeff Crook (novembre 2003), Dark Thane. ISBN 0-7869-2941-3.
- Nancy Varian Berberick (giugno 2004), Prisoner of Haven. ISBN 0-7869-3327-5. La storia breve Lost Causes in Rebels and Tyrants è un prequel a Prisoner of Haven
- Douglas Niles (luglio 2004), Wizard's Conclave. ISBN 0-7869-3351-8.
- Jean Rabe (ottobre 2004), The Lake of Death. ISBN 0-7869-3364-X. Continua la storia di Dhamon Grimwulf, il principale antagonista in Dragonlance. La Quinta Era

## Barbarians
- Tonya C. Cook e Paul B. Thompson (settembre 2000), Children of the Plains. ISBN 0-7869-1391-6.
- Tonya C. Cook e Paul B. Thompson (agosto 2001), Brother of the Dragon. ISBN 0-7869-1873-X.
- Tonya C. Cook e Paul B. Thompson (maggio 2002), Sister of the Sword. ISBN 0-7869-2789-5.

## Bertrem's Guide
- Nancy Varian Berberick, Paul B. Thompson e Steven (Stan!) Brown (ottobre 2000), Bertrem's Guide to the Age of Mortals. ISBN 0-7869-1437-8.
- Jeff Crook, Mary H. Herbert, Nancy Varian Berberick e John Grubber (settembre 2001), Bertrem's Guide to the War of Souls, Volume One. ISBN 0-7869-1882-9.
- Mary H. Herbert, Don Perrin e Steven (Stan!) Brown (novembre 2002), Bertrem's Guide to the War of Souls, Volume Two. ISBN 0-7869-2816-6.

## Bridges of Time
- Chris Pierson (luglio 1998), Spirit of the Wind. ISBN 0-7869-1174-3.
- Mary H. Herbert (novembre 1998), Legacy of Steel. ISBN 0-7869-1187-5.
- Jean Rabe (gennaio 1999), The Silver Stair. ISBN 0-7869-1315-0.
- Jeff Crook (marzo 1999), The Rose and the Skull. ISBN 0-7869-1336-3.
- Chris Pierson (giugno 1999), Dezra's Quest. ISBN 0-7869-1368-1.

## Champions
- Douglas W. Clark (gennaio 2006), Saving Solace. ISBN 0-7869-3977-X.
- Lucien Soulban (agosto 2006), The Alien Sea. ISBN 0-7869-4082-4.
- Peter Archer (marzo 2007), The Great White Wyrm. ISBN 0-7869-4260-6.
- Douglas W. Clark (ottobre 2007), Protecting Palanthas. ISBN 0-7869-4808-6.

## Chaos War
- Margaret Weis e Don Perrin (marzo 1998), The Doom Brigade. ISBN 0-7869-0785-1. Ripubblicato nel 2003 come prima parte di Kang's Regiment
- Douglas Niles (giugno 1998), The Last Thane. ISBN 0-7869-1172-7.
- Linda P. Baker e Nancy Varian Berberick (ottobre 1998), Tears of the Night Sky. ISBN 0-7869-1185-9.
- Douglas Niles (febbraio 1999), The Puppet King. ISBN 0-7869-1324-X.
- Richard A. Knaak (maggio 1999), Reavers of the Blood Sea. ISBN 0-7869-1345-2.
- Fergus Ryan (settembre 1999), The Siege of Mt. Nevermind. ISBN 0-7869-1381-9.

## Cronache

### Le cronache di Dragonlance
Le cronache di Dragonlance (The Chronicles Trilogy) sono la prima trilogia pubblicata per l'ambientazione e sono generalmente considerate il nucleo di Dragonlance. Fu scritta per il desiderio degli autori di dettagliare maggiormente l'ambientazione, cosa a cui la TSR acconsentì con riluttanza
- Margaret Weis e Tracy Hickman. I draghi del crepuscolo d'autunno (Dragons of Autumn Twilight, aprile 1984. ISBN 0-88038-173-6), traduzione di Stefano Negrini, Armenia editore, 1988. ISBN 88-344-0281-2.
- Margaret Weis e Tracy Hickman. I draghi della notte d'inverno (Dragons of Winter Night, aprile 1985. ISBN 0-394-73975-2), traduzione di Costanza Galbardi, Armenia editore, ISBN 88-344-0327-4.
- Margaret Weis e Tracy Hickman. I draghi dell'alba di primavera (Dragons of Spring Dawning, settembre 1985. ISBN 0-88038-175-2), traduzione di Giampaolo Cossato e Sandro Sandrelli, Armenia Editore. ISBN 88-344-0357-6.
- Margaret Weis e Tracy Hickman. The Annotated Chronicles, dicembre 1999. ISBN 0-7869-1870-5. Raccolta della trilogia con annotazioni degli autori e della squadra di sviluppo.
- Margaret Weis e Tracy Hickman. Dragonlance Chronicles: Special Edition, ottobre 2006. ISBN 0-7869-4298-3. Edizione speciale delle tre storie della trilogia con copertina in cuoio
- Margaret Weis e Tracy Hickman. Dragonlance Chronicles Trilogy: A Dragonlance Omnibus. Luglio 2010. ISBN 0-7869-5553-8.

### La guerra del Chaos
Ambientato vent'anni dopo gli eventi delle Cronache, il ciclo in inglese è "The Second Generation" e comprende solo i primi due volumi:
- Margaret Weis e Tracy Hickman. La seconda generazione (The Second Generation, febbraio 1995. ISBN 0-7869-2694-5), 1995, traduzione di Anna Tarquino, Armenia Editore. 88-344-0629-X. Raccoglie quattro racconti nei quali i personaggi dei due cicli precedenti lasciano il posto ai loro eredi.
- Margaret Weis e Tracy Hickman. I draghi dell'estate di fuoco (Dragons of Summer Flame, novembre 1995, ISBN 0-7869-2708-9), traduzione di Annarita Guarnieri, Armenia Editore. ISBN 88-344-0838-1. I vecchi eroi e quelli nuovi devono battersi insieme.
- Margaret Weis e Tracy Hickman (a cura di), I draghi del chaos (The Dragons of Chaos, gennaio 1998. ISBN 0-7869-0681-2), 2003, traduzione di Nicoletta Spagnol, Armenia Editore. ISBN 88-344-1620-1. Antologia di racconti.

### Le cronache perdute
Il ciclo de Le cronache perdute (The Lost Chronicles Trilogy) raccoglie parti della storia presenti sui primi moduli di gioco e nelle versioni preliminari de Le Cronache di Dragonlance, che non erano ancora state narrate con precisione nei romanzi.
- Margaret Weis e Tracy Hickman (marzo 2007), I draghi degli abissi dei nani (Dragons of the Dwarven Depths, luglio 2006, ISBN 0-7869-4099-9). Racconta gli eventi avvenuti tra I draghi del crepuscolo d'autunno eI draghi della notte d'inverno, tra cui il ritrovamento del Martello di Kharas.
- Margaret Weis e Tracy Hickman (settembre 2009), I draghi dei signori dei cieli (Dragons of the Highlord Skies luglio 2007, ISBN 0-7869-4860-4). Racconta l'incontro tra Kitiara e Lord Soth, il cavaliere della morte e la storia di Laurana e del recupero del globo dei draghi (eventi solo accennati nel libro I draghi della notte d'inverno).
- Margaret Weis e Tracy Hickman (2010), I draghi del signore del tempo (Dragons of the Hourglass Mage, agosto 2009, ISBN 978-0-7869-4916-8) (uscito nel maggio 2010 in Italia). Racconta la storia di Raistlin e del suo patto con Fistandantilus durante gli eventi narrati neI draghi dell'alba di primavera.[2]

### Young Adult Chronicles
Questi romanzi sono adattamenti de Le cronache di Dragonlance per un pubblico di giovani lettori.
- Margaret Weis e Tracy Hickman (2004), Il ritorno dei draghi (A Rumor of Dragons, giugno 2003, ISBN 0-7869-3087-X), traduzione di Stefano Negrini, Armenia Editore. ISBN 88-344-1616-3
- Margaret Weis e Tracy Hickman (2004), La notte dei draghi (Night of the Dragons, giugno 2003, ISBN 0-7869-3090-X), traduzione di Stefano Negrini, Armenia Editore. ISBN 88-344-1617-1
- Margaret Weis e Tracy Hickman (2004), Le terre d'incubo (The Nightmare Lands, ottobre 2003, ISBN 0-7869-3093-4), traduzione di Costana Galbardi e Maria Merli, Armenia Editore. ISBN 88-344-1676-7.
- Margaret Weis e Tracy Hickman (2004), I cancelli di Palanthas (To The Gates of Palanthas, ottobre 2003, ISBN 0-7869-3096-9), traduzione di Costana Galbardi e Maria Merli, Armenia Editore. ISBN 88-344-1677-5
- Margaret Weis e Tracy Hickman (dicembre 2003), Hope's Flame. ISBN 0-7869-3099-3.
- Margaret Weis e Tracy Hickman (marzo 2004), A Dawn of Dragons. ISBN 0-7869-3102-7.

### Destinies
Nuovo ciclo ambientato nello stesso periodo della guerra delle lance con protagonista Destina Rosethorn
- Margaret Weis e Tracy Hickman (2022), Dragonlance - I draghi dell'inganno (Dragons of Deceit, Agosto 2022) traduzione Annarita Guarnieri, Fanucci Editore, ISBN 978-8834743201
- Margaret Weis e Tracy Hickman (2023), Dragonlance - I draghi del destino (Dragons of Fate, Ottobre 2023) traduzione Annarita Guarnieri, Fannucci Editore ISBN 978-8834744123
- Margaret Weis e Tracy Hickman (2024), Dragonlance - I draghi dell'eternitá (Dragons of Eternity, Ottobre 2024) traduzione Annarita Guarnieri, Fannucci Editore  ISBN 978-8834745885

## Classics
- John Maddox Roberts (ottobre 1999), Murder In Tarsis. ISBN 0-7869-1587-0.
- Nancy Varian Berberick (gennaio 2000), Dalamar the Dark. ISBN 0-7869-1565-X.
- Richard A. Knaak (agosto 2000), The Citadel. ISBN 0-7869-1683-4.
- Nancy Varian Berberick (maggio 2001), The Inheritance. ISBN 0-7869-1861-6.

## Crossroads
- Mary H. Herbert (luglio 2000), The Clandestine Circle. ISBN 0-7869-1610-9.
- Jeff Crook (dicembre 2000), The Thieves' Guild. ISBN 0-7869-1681-8.
- Mary H. Herbert (luglio 2001), Dragon's Bluff. ISBN 0-7869-1877-2.
- Stephen D. Sullivan (dicembre 2002), The Dragon Isles. ISBN 0-7869-2827-1.
- Paul B. Thompson (luglio 2003), The Middle of Nowhere. ISBN 0-7869-3061-6.

## Il discepolo dell'oscurità
La trilogia de Il discepolo dell'oscurità (Dark Disciple), scritta da Margaret Weis, che descrive la situazione di Krynn dopo la Guerra delle Anime in una vicenda incentrata su Mina.
- Margaret Weis (2005), Ambra e cenere (Amber and Ashes, agosto 2004, ISBN 0-7869-3257-0), traduzione di Roberto Sogo, Armenia Editore. ISBN 88-344-1802-6
- Margaret Weis (2006), Ambra e ferro (Amber and Iron, febbraio 2006, ISBN 0-7869-3796-3), traduzione di Roberto Sogo, Armenia Editore. ISBN 88-344-1914-6
- Margaret Weis (2009), Ambra e sangue (Amber and Blood, maggio 2008, ISBN 0-7869-5001-3), traduzione di Roberto Sogo, Armenia Editore. ISBN 978-88-344-2301-1

## Defenders of Magic
- Mary Kirchoff (aprile 1994), Night of the Eye. ISBN 1-56076-840-1.
- Mary Kirchoff (ottobre 1994), The Medusa Plague. ISBN 1-56076-905-X.
- Mary Kirchoff (agosto 1995), The Seventh Sentinel. ISBN 0-7869-0117-9.

## La saga di Dhamon
Trilogia de La saga di Dhamon
- Jean Rabe (2003), La caduta di Dhamon (Downfall, marzo 2001, ISBN 0-7869-1814-4). Traduzione di Roberto Sogo, Armenia Editore. ISBN 88-344-1511-6
- Jean Rabe (2003), Il tradimento (Betrayal, aprile 2002, ISBN 0-7869-2718-6). Traduzione di Roberto Sogo, Armenia Editore. ISBN 88-344-1566-3
- Jean Rabe (2004), Il riscatto di Dhamon (Redemption, ottobre 2003, ISBN 0-7869-3006-3). Traduzione di Roberto Sogo, Armenia Editore. ISBN 88-344-1630-9

## Dragonlance. La Quinta Era
La quinta era (Dragons of a New Age), in cui dragoni immensi e invincibili colmano il vuoto di potere lasciato dalla cacciata degli dei, plasmando Krynn a loro piacimento.
- Jean Rabe (2000), L'era dei dragoni (The Dawning of a New Age, settembre 1996, ISBN 0-7869-2842-5), traduzione di Nicoletta Spagnol, Armenia Editore. ISBN 88-344-1203-6
- Jean Rabe (2001), Il giorno della grande tempesta (The Day of the Tempest, agosto 1997, ISBN 0-7869-2857-3), traduzione di Annarita Guarnieri, Armenia Editore. ISBN 88-344-1254-0
- Jean Rabe (2001), Il giorno del grande vortice (The Eve of the Maelstrom, febbraio 1998, ISBN 0-7869-2860-3), traduzione di Annarita Guarnieri, Armenia Editore. ISBN 88-344-1255-9

## Dwarf Home
- Douglas Niles (novembre 2007), The Secret of Pax Tharkas. ISBN 0-7869-4789-6
- Douglas Niles (ottobre 2008), Heir of Kayolin. ISBN 0-7869-5003-X
- Douglas Niles (gennaio 2010), The Fate of Thorbardin

## Dwarven Nations
- Covenant of the Forge (febbraio 1993), by Dan Parkinson. ISBN 1-56076-558-5.
- Hammer and Axe (luglio 1993), by Dan Parkinson. ISBN 1-56076-627-1.
- The Swordsheath Scroll (gennaio 1994), by Dan Parkinson. ISBN 1-56076-686-7.

## Elven Exiles
- Paul B. Thompson e Tonya C. Cook (ottobre 2005), Sanctuary. ISBN 0-7869-3817-X.
- Paul B. Thompson e Tonya C. Cook (ottobre 2006), Alliances. ISBN 0-7869-4076-X.
- Paul B. Thompson e Tonya C. Cook (settembre 2007), Destiny. ISBN 0-7869-4273-8.

## Nazioni elfiche
La trilogia delle Nazioni elfiche (Elven Nations) narra la scissione della nazione elfica e la nascita di Qualinesti. Solo il primo libro è stato tradotto in italiano.
- Paul B. Thompson e Tonya C. Cook (2006), Il primogenito (Firstborn, febbraio 1991, ISBN 1-56076-051-6), traduzione di Raffaella Asni, Cristina Ranghetti e Loredana Rotundo, Armenia Editore. ISBN 88-344-1875-1
- Douglas Niles (1991), The Kinslayer Wars. ISBN 1-56076-113-X.
- Paul B. Thompson e Tonya C. Cook (1991), The Qualinesti. ISBN 1-56076-114-8.

## Ergoth
- Paul B. Thompson e Tonya C. Cook (maggio 2003), A Warrior's Journey. ISBN 0-7869-2965-0.
- Paul B. Thompson e Tonya C. Cook (febbraio 2004), The Wizard's Fate. ISBN 0-7869-3214-7.
- Paul B. Thompson e Tonya C. Cook (dicembre 2004), A Hero's Justice. ISBN 0-7869-3397-6.

## Gli eroi
Il ciclo de Gli eroi di Dragonlance è il primo a non avere come protagonisti gli Eroi delle Lance. Le storie si svolgono rispettivamente durante l'Era dei Sogni, l'Era del Declino e l'Era dei Forti.
- Richard Knaak. La leggenda di Huma (The Legend of Huma, marzo 1988. ISBN 0-88038-548-0), traduzione di Giampaolo Cossato e Sandro Sandrelli, Armenia Editore. ISBN 88-344-0439-4
- Nancy Varian Berberick. La leggenda della Stormblade (StromBlade, agosto 1988. ISBN 0-88038-597-9), traduzione di Giampaolo Cossato e Sandro Sandrelli, Armenia Editore. ISBN 88-04-39019-0.
- Michael Williams. La leggenda di Weasel (Weasel's Luck, dicembre 1988. ISBN 0-7869-3181-7), Traduzione di Giampaolo Cossato e Sandro Sandrelli, Armenia Editore. ISBN 88-344-0441-6
- La trilogia venne anche pubblicata da Armenia nel volume unico Gli eroi di Dragonlance nel 1989.

### Le cronache di Krynn
Una raccolta di romanzi brevi e racconti di Margaret Weis e Tracy Hickman pubblicati originariamente in diverse antologie, insieme a racconti di altri autori (La prova dei gemelli, contenuta in Raistlin e il Cavaliere di Solamnia è addirittura il primo racconto per Dragonlance a essere stato pubblicato, prima ancora delle Cronache). Questo ciclo pubblicato in italiano non ha quindi un esatto corrispondente in inglese.
Margaret Weis e Tracy Hickman. Le cronache di Krynn. 1992, traduzione di Annarita Guarnieri. Contiene:
- Fili di seta (The Silken Threads originariamente in The Reign of Istar)
- Il prode cavaliere (True Knights)
- La storia che Tasslehoff giurò di non raccontare (The Story that Tasselhoff Promised He Would Never, Ever, Ever Tell)
- Raistlin e il cavaliere di Solamnia (Raistlin and the Knight of Solamnia)

### Gli eroi II
Trilogia Gli eroi di Dragonlance II (Heroes II). Alcuni raggruppano questi con la trilogia Eroi originale, dato che pur essendo pubblicate inizialmente come due trilogie separate, sono state successivamente raggruppate e rinumerate come una serie di sei numeri.
- Richard Knaak (1992), La leggenda del minotauro (Kaz the Minotaur, luglio 1990, ISBN 0-7869-3231-7), Armenia Editore, traduzione di Elena Colombetta. ISBN 88-344-0500-5
- Dan Parkinson (1992), La leggenda di Grallen (The Gates of Thorbardin, luglio 1990, ISBN 0-7869-3254-6), Armenia Editore, traduzione di Elena Colombetta. ISBN 88-344-0502-1
- Michael Williams (1992), La leggenda di Brithelm (Galen Beknighted, dicembre 1990, ISBN 0-7869-3400-X), Armenia Editore, traduzione di Elena Colombetta. ISBN 88-344-0503-X

## Icewall
- Douglas Niles (febbraio 2001), The Messenger. ISBN 0-7869-1571-4.
- Douglas Niles (febbraio 2002), The Golden Orb. ISBN 0-7869-2692-9.
- Douglas Niles (gennaio 2003).Winterheim. ISBN 0-7869-2911-1.

## Kang's Regiment
- Margaret Weis e Don Perrin (2003), The Doom Brigade. Originariamente pubblicato come primo volume del ciclo della Guerra del Chaos nel novembre 1996
- Don Perrin con Margaret Weis (novembre 2000), Draconian Measures. ISBN 0-7869-1678-8.

## Kingpriest
- Chris Pierson (novembre 2001), Chosen of the Gods. ISBN 0-7869-1902-7.
- Chris Pierson (ottobre 2002), Divine Hammer. ISBN 0-7869-2807-7.
- Chris Pierson (dicembre 2003), Sacred Fire. ISBN 0-7869-3036-5.

## Leaves from the Inn of the Last Home
- Margaret Weis and Tracy Hickman (a cura di) (novembre 1993), Leaves from the Inn of the Last Home. ISBN 0-88038-465-4.
- Margaret Weis and Tracy Hickman (a cura di) (giugno 2000), More Leaves from the Inn of the Last Home. ISBN 0-7869-1516-1.
- Margaret Weis (a cura di) (dicembre 2007), Lost Leaves from the Inn of the Last Home. ISBN 1-931567-78-6.

## Le leggende di Dragonlance
Il ciclo de Le leggende di Dragonlance, si colloca temporalmente subito dopo le Cronache
- Margaret Weis e Tracy Hickman. Il destino dei gemelli (Time of the Twins, febbraio 1986. ISBN 0-7869-1804-7)
- Margaret Weis e Tracy Hickman. La guerra dei gemelli (War of the Twins, maggio 1986. ISBN 0-7869-1805-5)
- Margaret Weis e Tracy Hickman. La sfida dei gemelli (Test of the Twins, agosto 1986. ISBN 0-7869-1806-3)
- Margaret Weis e Tracy Hickman. The Annotated Legends, settembre 2003. ISBN 0-7869-2992-8.

## Linsha
- City of the Lost (agosto 2003), by Mary H. Herbert. ISBN 0-7869-2986-3.
- Flight of the Fallen (settembre 2004), by Mary H. Herbert. ISBN 0-7869-3245-7.
- Return of the Exile (febbraio 2005), by Mary H. Herbert. ISBN 0-7869-3628-2.

## Lost Histories
- Douglas Niles (gennaio 1995), The Kagonesti (A Story of the Wild Elves). ISBN 0-7869-0091-1.
- Linda P. Baker (giugno 1995), The Irda (Children of the Stars). ISBN 0-7869-0138-1.
- Paul B. Thompson e Tonya C. Cook (ottobre 1995), The Dargonesti. ISBN 0-7869-0182-9.
- Richard A. Knaak (gennaio 1996), Land of the Minotaurs. ISBN 0-7869-0472-0.
- Dan Parkinson (giugno 1996), The Gully Dwarves. ISBN 0-7869-0497-6.
- Douglas Niles (ottobre 1996), The Dragons. ISBN 0-7869-0513-1.

## Lost Legends
- J. Robert King (agosto 1997), Vinas Solamnus. ISBN 0-7869-0787-8.
- Douglas Niles (ottobre 1997), Fistandantilus Reborn. ISBN 0-7869-0708-8.

## Il raduno degli eroi
Ciclo de Il raduno degli eroi (Meetings Sextet):
- Mark Anthony e Ellen Porath (1993), Spiriti eletti (Kindred Spirits, aprile 1991, ISBN 1-56076-069-9), Armenia Editore, traduzione di Nicoletta Spagnol. ISBN 88-344-0560-9.
- Mary Kirchoff e Steve Winter (1994), Il vagabondo (Wanderlust, 1991, ISBN 1-56076-115-6), Armenia Editore, traduzione di Nicoletta Spagnol. ISBN 88-344-0562-5
- Tina Daniell (1994), Cuore Temerario (Dark Heart, gennaio 1992, ISBN 1-56076-116-4), Armenia Editore, traduzione di Nicoletta Spagnol. ISBN 88-344-0563-3
- Michael Williams (1994), Il giuramento (The Oath and the Measure, maggio 1992, ISBN 1-56076-336-1), Armenia Editore, traduzione di Nicoletta Spagnol. ISBN 88-344-0601-X
- Ellen Porath (1994), Fuoco e fiamme (Steel and Stone, settembre 1992, ISBN 1-56076-339-6), Armenia Editore, traduzione di Nicoletta Spagnol. ISBN 88-344-0602-8
- Tina Daniell (2002), Compagni d'avventura (The Companions, gennaio 1993, ISBN 1-56076-340-X), Armenia Editore, traduzione di Nicoletta Spagnol. ISBN 88-344-1545-0

## Le guerre dei minotauri
Trilogia de Le guerre dei minotauri (Minotaur Wars) che narrano una guerra civile nell'impero dei minotauri durante e immediatamente dopo la Guerra delle Anime.
- Richard Knaak (2004), La notte di sangue (Night of Blood, giugno 2003, ISBN 0-7869-2938-3), Armenia Editore. ISBN 88-344-1715-1, traduzione di Roberto Sogo.
- Richard Knaak. Mare di sangue (Tides of Blood, aprile 2004, ISBN 0-7869-3637-1), Armenia Editore. ISBN 88-344-1761-5, traduzione di Roberto Sogo.
- Richard Knaak (2006), L'impero di sangue (Empire of Blood, maggio 2005, ISBN 0-7869-3978-8), Armenia Editore. ISBN 88-344-1867-0, traduzione di Roberto Sogo.

## Odyssey of Gilthanas
- Douglas Niles, Stever Miller e Steven (Stan!) Brown (luglio 1999), The Odyssey of Gilthanas (Dragonlance Reader's Companion). ISBN 0-7869-1446-7.

## Ogre Titans
- Richard A. Knaak (dicembre 2007), The Black Talon (dicembre 2007), by Richard A. Knaak. ISBN 0-7869-4299-1.
- Richard A. Knaak (dicembre 2008), The Fire Rose (dicembre 2008), by Richard A. Knaak. ISBN 0-7869-4968-6.
- The Gargoyle King (dicembre 2009), by Richard A. Knaak

## I preludi
Trilogia de I preludi (Preludes):
- Paul B. Thompson e Tonya Carter Cook (1991), La magia di Lunitari (Darkness and Light, aprile 1989, ISBN 0-7869-2923-5), Armenia Editore. ISBN 88-344-0467-X, traduzione di Elena Colombetta. Narra l'incontro del cavaliere di solamnia Sturm e Kitiara.
- Mary Kirchoff (1991), La dannazione di Kendermore (Kendermore, agosto 1989, ISBN 0-7869-2947-2) Armenia Editore. ISBN 88-344-0468-8, traduzione di Elena Colombetta. Tasslehoff si unisce al gruppo
- Kevin Stein, Il mistero di Mereklar (Brothers Majere, dicembre 1989, ISBN 0-88038-776-9), traduzione di Elena Colombetta, Armenia Editore, 1991 ISBN 88-344-0469-6.

## I preludi II
Poiché inizialmente sono state pubblicate come due trilogie separate, successivamente riunite in un'unica serie di sei libri alcuni raggruppano le due trilogie I preludi e I preludi II per formare un'unica serie di sei libri.
- Paul B. Thompson e Tonya C. Cook (1992), L'ordalia di Riverwind (Riverwind the Plainsman, gennaio 1990, ISBN 0-7869-3009-8), Armenia Editore. ISBN 88-344-0526-9, traduzione di Saulo Bianco.
- Mary Kirchoff e Douglas Niles (1993), L'ordalia di Flint (Flint the King, maggio 1990, ISBN 0-7869-3021-7), Armenia Editore. ISBN 88-344-0524-2, traduzione di Saulo Bianco.
- Barbara Siegel e Scott Siegel (1993), L'ordalia di Tanis (Tanis, the Shadow Years, novembre 1990, ISBN 0-7869-3039-X), Armenia Editore, ISBN 88-344-0525-0, traduzione di Saulo Bianco

## Le cronache di Raistlin
Le cronache di Raistlin (The Raistlin Chronicles) narrano la gioventù dei fratelli Raistlin e Caramon Majere. Cronologicamente, le vicende narrate sono antecedenti alla guerra delle lance narrata nei volumi delle Cronache.
- Margaret Weis (1998), Raistlin - L'alba del male (The Soulforge, gennaio 1998, ISBN 0-7869-1314-2). ISBN 88-344-0924-8
- Margaret Weis e Don Perrin (1999), Raistlin - Fratelli in armi (Brothers in Arms, agosto 1999, ISBN 0-7869-1429-7). ISBN 88-344-1167-6.

## Rise of Solamnia
- Douglas Niles (marzo 2005), Lord of the Rose. ISBN 0-7869-3146-9.
- Douglas Niles (giugno 2006), The Crown and the Sword. ISBN 0-7869-3788-2.
- Douglas Niles (gennaio 2007), The Measure and the Truth. ISBN 0-7869-4247-9.

## Stonetellers
- Jean Rabe (agosto 2007), The Rebellion. ISBN 0-7869-4280-0.
- Jean Rabe (agosto 2009), Death March. ISBN 0-7869-4917-1.
- Jean Rabe (agosto 2009), Goblin Nation. ISBN 0-7869-5153-2.

## Taladas
- Chris Pierson (aprile 2005), Blades of the Tiger. ISBN 0-7869-3569-3.
- Chris Pierson (aprile 2006), Trail of the Black Wyrm. ISBN 0-7869-3979-6.
- Chris Pierson (giugno 2007), Shadow of the Flame. ISBN 0-7869-4254-1.

## Villains
- Michael Williams E Teri Williams (aprile 1993), Before the Mask. ISBN 1-56076-583-6.
- Mary Kirchoff (settembre 1993), The Black Wing. ISBN 1-56076-650-6.
- Douglas Niles (dicembre 1993), Emperor of Ansalon. ISBN 1-56076-680-8.
- Ellen Dodge Severson (febbraio 1994), Hederick the Theocrat. ISBN 1-56076-817-7.
- Jeff Grubb (luglio 1994), Lord Toede. ISBN 1-56076-870-3.
- Michael Williams e Teri Williams (dicembre 1994), The Dark Queen. ISBN 1-56076-925-4.

## Guerra delle anime
Il ciclo de La guerra delle anime (The War of Souls), si colloca dopo le due trilogie di Jean Rabe in un mondo devastato dai Dragoni che vede il ritorno degli dei. I protagonisti sono nuovi personaggi, aiutati però da qualche personaggio dei cicli precedenti, con un'apparizione breve, ma fondamentale per la trama, di Raistlin Majere.
- Margaret Weis e Tracy Hickman (2001), I draghi del sole morente (Dragons of a Fallen Sun, aprile 2000, ISBN 0-7869-1807-1), traduzione di Chiara Arnone e Lucia Panelli. ISBN 88-344-1329-6. Vincitore dell'Origins Award per Best Game-Related Novel del 2000.[4]
- Margaret Weis e Tracy Hickman (2002), I draghi della stella perduta (Dragons of a Lost Star, aprile 2001, ISBN 0-7869-2706-2), traduzione di Chiara Arnone e Lucia Panelli, Armenia Editore. ISBN 88-344-1398-9
- Margaret Weis e Tracy Hickman (2003), I draghi della luna evanescente (Dragons of a Vanished Moon, gennaio 2002, ISBN 0-7869-2950-2), traduzione di Chiara Arnone e Lucia Panelli, Armenia Editore. ISBN 88-344-1506-X

## Warriors
- Roland J. Green (marzo 1995), Knights of the Crown. ISBN 0-7869-0108-X.
- Tina Daniell (luglio 1995), Maquesta Kar-Thon. ISBN 0-7869-0134-9.
- Roland J. Green (dicembre 1995), Knights of the Sword. ISBN 0-7869-0202-7.
- Don Perrin (marzo 1996), Theros Ironfeld. ISBN 0-7869-0481-X.
- Roland J. Green (luglio 1996), Knights of the Rose. ISBN 0-7869-0502-6.
- Edo Van Belkom (dicembre 1996), Lord Soth. ISBN 0-7869-0519-0.
- Roland J. Green (ottobre 1997), The Wayward Knights. ISBN 0-7869-0696-0.

## Romanzi per ragazzi

### Young Adult Chronicles
Questi romanzi sono adattamenti de Le cronache di Dragonlance per un pubblico di giovani lettori.
- Margaret Weis e Tracy Hickman (2004), Il ritorno dei draghi (A Rumor of Dragons, giugno 2003, ISBN 0-7869-3087-X), traduzione di Stefano Negrini, Armenia Editore. ISBN 88-344-1616-3
- Margaret Weis e Tracy Hickman (2004), La notte dei draghi (Night of the Dragons, giugno 2003, ISBN 0-7869-3090-X), traduzione di Stefano Negrini, Armenia Editore. ISBN 88-344-1617-1
- Margaret Weis e Tracy Hickman (2004), Le terre d'incubo (The Nightmare Lands, ottobre 2003, ISBN 0-7869-3093-4), traduzione di Costana Galbardi e Maria Merli, Armenia Editore. ISBN 88-344-1676-7.
- Margaret Weis e Tracy Hickman (2004), I cancelli di Palanthas (To The Gates of Palanthas, ottobre 2003, ISBN 0-7869-3096-9), traduzione di Costana Galbardi e Maria Merli, Armenia Editore. ISBN 88-344-1677-5

### Elements
- Ree Soesbee (gennaio 2007), Pillar of Flame. ISBN 0-7869-4248-7.
- Ree Soesbee (luglio 2007), Queen of the Sea. ISBN 0-7869-4281-9.
- Ree Soesbee (aprile 2008), Tempest's Vow. ISBN 0-7869-4796-9.

### Elidor Trilogy
- Ree Soesbee (novembre 2005), Crown of Thieves. ISBN 0-7869-3833-1.
- Ree Soesbee (marzo 2006), The Crystal Chalice. ISBN 0-7869-3994-X.
- Ree Soesbee (luglio 2006), City of Fortune. ISBN 0-7869-4026-3.

### Goodlund Trilogy
- Stephen D. Sullivan (novembre 2006), Warrior's Heart. ISBN 0-7869-4187-1.
- Stephen D. Sullivan (maggio 2007), Warrior's Blood. ISBN 0-7869-4300-9.
- Stephen D. Sullivan (novembre 2007), Warrior's Bones. ISBN 0-7869-4268-1.

### New Adventures
- Tim Waggoner (luglio 2004), Temple of the Dragonslayer. ISBN 0-7869-3321-6.
- Stephen D. Sullivan (luglio 2004), The Dying Kingdom. ISBN 0-7869-3324-0.
- Dan Willis (settembre 2004), The Dragon Well. ISBN 0-7869-3354-2.
- Tim Waggoner (novembre 2004), Return of the Sorceress. ISBN 0-7869-3385-2.
- Ree Soesbee (gennaio 2005), Dragon Sword. ISBN 0-7869-3578-2.
- Stan Brown (marzo 2005), Dragon Day. ISBN 0-7869-3622-3.
- Dan Willis (maggio 2005), Dragon Knight. ISBN 0-7869-3735-1.
- Jeff Sampson (luglio 2005), Dragon Spell. ISBN 0-7869-3744-0.

### Suncatcher Trilogy
- Jeff Sampson (settembre 2006), The Wayward Wizard. ISBN 0-7869-4163-4.
- Jeff Sampson (marzo 2007), The Ebony Eye. ISBN 978-0-7869-4255-8.
- Jeff Sampson (settembre 2007), The Stolen Sun. ISBN 0-7869-4291-6.

### Trinistyr Trilogy
- Christina Woods (ottobre 2005), Wizard's Curse. ISBN 0-7869-3794-7.
- Jeff Samspon (gennaio 2006), Wizard's Betrayal. ISBN 0-7869-3993-1.
- Dan Willis (maggio 2006), Wizard's Return. ISBN 0-7869-4025-5.

## Storie correlate
I romanzi che seguono non sono strettamente parte dell'ambientazione di Drangolance, ma piuttosto crossover narrativi con altre ambientazioni del gioco di ruolo fantasy Dungeons & Dragons.
In due romanzi Lord Soth e altri personaggi sono trasportati da Krynn al mondo di Ravenloft.
- James Lowder, Il cavaliere della Rosa Nera (Knight of the Black Rose, dicembre 1991, ISBN 1-56076-156-3), traduzione di Lucia Panelli, Armenia Editore. ISBN 88-344-1574-4
- James Lowder e Voronica Whitney-Robinson (maggio 2004), Spectre of the Black Rose, marzo 1999, ISBN 0-7869-1333-9), traduzione di Lucia Panelli, Armenia Editore. ISBN 88-344-1640-6

Il ciclo di Cloakmaster, composto da sei romanzi ambientati nell'universo di Spelljammer, racconta la storia di Teldin Moor, un contadino di Krynn che riceve in dono un potente mantello magico apparentemente maledetto. Nella serie il personaggio si imbarca in una cerca nel corso della quale viene mostrato l'universo di Spelljammer.
- David Cook (luglio 1991), Beyond the Moons. ISBN 1-56076-153-9